# Червона Гірка (Сімферополь)
Червона Гірка (крим. Al Dağı, рос. Красная Горка) — мікрорайон в Сімферополі, у Київському районі міста, колишнє село.

## Опис
Розташований на півночі міста, між Московською площею та районом Москільце на заході, Чонгарською вулицею та місцевістю Багча-Елі на півдні, районом Ескі-Абдал (Загороднє) на сході та районом Кримська Роза й пагорбом Абдал-Кир на півночі.
Головні вулиці — Кечкеметська, Садова, Куйбишева, Лізи Чайкіної, Молодих підпільників.
У районі знаходиться Кримська республіканська бібліотека для молоді, Чорноморська телерадіокомпанія, Школа № 20 та Дитячий садок № 92 «Дельфін».
Мікрорайон вважається однією з найвищих точок міста. Оглядовий майданчик у районі вулиці Вишнева користується популярністю у сімферопольців, оскільки звідти відкривається чудовий краєвид на місто.

## Історія
Вперше Червона Гірка згадується на початку XX століття як слобода над селом Багча-Елі. За легендою цей пагорб навесні покривався величезною кількістю маків, за що й отримав свою назву.
Як окреме село вперше зустрічається у Статистичному довіднику Таврійської губернії 1915 року.
Перші зафіксовані вулиці — Свободна (історична Церковна) та Дорожня (Вокзальна). Можна припустити, що саме ця вулиця йшла прямо до залізничної станції «Сімферополь», проходячи далі там, де зараз знаходиться Московська площа, 6-та міськлікарня та Сімферопольський кооперативний технікум.
У 1920-ті роки продовжилося освоєння Червоної гірки: в цей час з'являються вулиці Садова, Молодих підпільників (Трамвайна), Громадська (Громадянська), Чонгарська (Борисівська), пров. Радгоспний (Поточний) та Нагірна, згодом перейменована на Червону.
За Списком населених пунктів Кримської АРСР за Всесоюзним переписом 17 грудня 1926 року, в передмісті Червона Гірка числилося 432 двори, всі селянські. Населення становило 1598 осіб, з них 991 росіян, 424 українці, 68 кримських татар, 28 білорусів, 45 німців, 30 поляків, 8 естонців, 9 вірмен, 9 євреїв, 3 казанських татарина, 2 чехи, 44 записані у графі «інші».
Важливою віхою стало рішення проведення сюди гілки сімферопольського трамвая, що сталося у 1926 році. Трамвай проходив вулицею Садова (де й сьогодні можна побачити сліди трамвайних рейок), і мав кінцеву зупинку на вулиці Молодих підпільників, що мала назву Трамвайна. Трамвайний рух дав сильний поштовх розвитку району міста, він став інтенсивно забудовуватись.
У 1930-ті роки з'являються вулиці Вілар (абревіатура від Всесоюзний інститут лікарських рослин) та Ромашкова, а перед Другою світовою війною село входить до складу Сімферополя.
Після Другої світової війни вулицю Ромашкова збільшують та розширюють, прокладають вулицю Автомагістральну поряд із майбутньою Київською, назва говорила про її плановане використання, але Київська не дала можливості розвинутись цій вулиці. Почали забудовувати вже майже саму вершину Червоної гірки — з'явилися вулиці Вишнева, Шавлієва, Арабатська, а також названі на честь героїв радянської пропаганди, не пов'язаних із Кримом — Лізи Чайкіної, Сергія Лазо, Панфіловців.
У 1950-ті роки освоєння Червоної Гірки практично закінчилося з появою вулиць на самій вершині гори — Геологічної та Гастелло. Водночас місто почало задихатися від нестачі землі для кладовищ. Всі старовинні цвинтарі в межах міста були майже заповнені, і тому було прийнято рішення заснувати новий цвинтар на півночі міста, за Червоною гіркою — ним став цвинтар Абдал.
У 1970-ті вулицю Ромашкову перейменували на Кечкеметську на честь міста-побратима Сімферополя Кечкемета та продовжили далі на схід по всій Новосергіївці.
Наприкінці 1990-х з'явилися Болгарська та Молдованська вулиці, до цього там були лавандові поля, до самого цвинтаря.
У 2000-х роках було організовано земельний пікет на отримання земельних ділянок у бік Абдалу. Після виділення владою ділянок у Добрівській сільській раді у 2011 році самовільно зведені споруди були добровільно розібрані.
У 2010-х роках район мав проблеми з водопостачанням, повним ходом йшли роботи з будівництва двох резервуарів питної води на 4 тис. кубометрів і насосної станції. Після російської окупації у мікрорайоні відбувається регулярний зрив графіка водопостачання.